# جعفر شيخ مصطفى
جعفر شيخ مصطفى ( بالكردية: جعفەر شێخ مستفا) (1 يوليو 1950 في قضاء قرة داغ، السليمانية) هو نائب رئيس إقليم كردستان الحالي تحت إدارة نيجيرفان بارزاني. وهو أحد أعضاء الاتحاد الوطني الكردستاني.

## حياته
انضم إلى قوات البيشمركة في عام 1969 وأصبح رئيساً لإدارة ثورة إيلول في عام 1975، وهي الحرب العراقية الكردية الأولى. في عام 1979 انضم إلى حركة الثورة الجديدة وعاد إلى ساحة المعركة قائداً لـ (فرقة قرة داغ 55)ك وفي عام 1981 أصبح قائد (فرقة بازيان 2)، في عام 1982 شغل منصب عقيد/ عميد (الفوج 47 بيرة مكرون )، وبعد ثلاث سنوات، في عام 1985، أصبح ضابطاً برتبة ملازم أول (منطقة أربيل 4) حتى الإبادة الجماعية في الأنفال (1986 - 1988)، وخلال الانتفاضة الكردية الكبرى في عام 1991 كان قائداً للوحدة الأولى في دربندخان وخانقين وخورماتو كرئيس لخطة الانتفاضة؛ وفي عام 1992 أصبح نائب القائد العام لقضاء خانقين وكرميان، وأصبح قائداً لمنطقة أربيل في ذلك العام، وخلال الانتخابات البرلمانية الكردية الأولى عام 1992 انتخب نائباً لوزير البيشمركة، وكان من أكثر الضباط نشاطاً خلال الحرب الأهلية العراقية (2014-2017) ضد داعش وأنصار الإسلام؛ ومن عام 2001 إلى 2003 عاد قائداً لقوات البيشمركة في إقليم كردستان بطلب من جلال طالباني، كما شغل منصب وزير شؤون البيشمركة في الحكومة السابعة لحكومة إقليم كردستان، من 2012 إلى 2016. وفي عام 2014، قاد البيشمركة (70 جنديًا، اثناء قتال تنظيم داعش حتى انتخابه نائباً لرئيس إقليم كردستان في عام 2019، وعيّنه الرئيس نيجيرفان بارزاني نائباً له في 8 أيلول 2019. 